# GNUzilla
GNUzilla is een opensource-internetsuite voor GNU/Linux. De suite bestaat uit een webbrowser, e-mailclient, HTML-editor en een IRC-client. Het is een fork van Mozilla Suite waardoor het gezien kan worden als de GNU-variant op SeaMonkey.
De software bevat geen enkele propriëtaire onderdelen (zoals extensies waarvan de broncode niet beschikbaar is) en is dus vrije software in tegenstelling tot SeaMonkey. De suite bevat bestaat uit een webbrowser, een e-mailclient/Usenet-programma met adresboek en een HTML-editor ('Composer'). In 2022 en 2023 zijn pogingen gaande om het project nieuw leven in te blazen (zie kader).